# Anton Grigoryev
Pour les articles homonymes, voir Grigoriev.
Anton Vladimirovitch Grigoriev (en russe : Антон Владимирович Григорьев) né le 13 décembre 1985 en URSS est un joueur de football russe jouant au poste de défenseur.

## Biographie
Il débute au CSKA le 22 avril 2006 dans un match contre Saturn où il rentre en remplacement de Jô à la 90° (victoire 2:0). 
Il joue pour le CSKA 51 matchs dont 31 dans le championnat de Russie et en janvier 2008, il signe pour la première fois un contrat avec le CSKA jusqu'en 2011.
Il fait notamment une apparition pour la Ligue des champions 2006-2007 avec le CSKA Moscou.
Il est prêté au FC Kouban Krasnodar au début de l'année 2010 et hérite du brassard de capitaine.
Il quitte le CSKA pour Alania en 2011.

## Palmarès
- Second du Championnat de Russie : 2008
- Troisième du Championnat : 2007
- Coupe de Russie : 2006, 2008